# Oxford (Kansas)
Oxford es una ciudad ubicada en el condado de Sumner en el estado estadounidense de Kansas. En el año 2010 tenía una población de 1049 habitantes y una densidad poblacional de 476,82 personas por km².

## Geografía
Oxford se encuentra ubicada en las coordenadas 37°16′29″N 97°10′11″O / 37.274841, -97.169825 (37.274841, -97.169825).

## Demografía
Según la Oficina del Censo en 2000 los ingresos medios por hogar en la localidad eran de $34,875 y los ingresos medios por familia eran $42,500. Los hombres tenían unos ingresos medios de $36,250 frente a los $22,841 para las mujeres. La renta per cápita para la localidad era de $16,479. Alrededor del 5.8% de la población estaban por debajo del umbral de pobreza.